# Psychotria griffithii
Psychotria griffithii är en måreväxtart som beskrevs av Joseph Dalton Hooker. Psychotria griffithii ingår i släktet Psychotria och familjen måreväxter. Inga underarter finns listade i Catalogue of Life.